# Sluizencomplex van Evergem

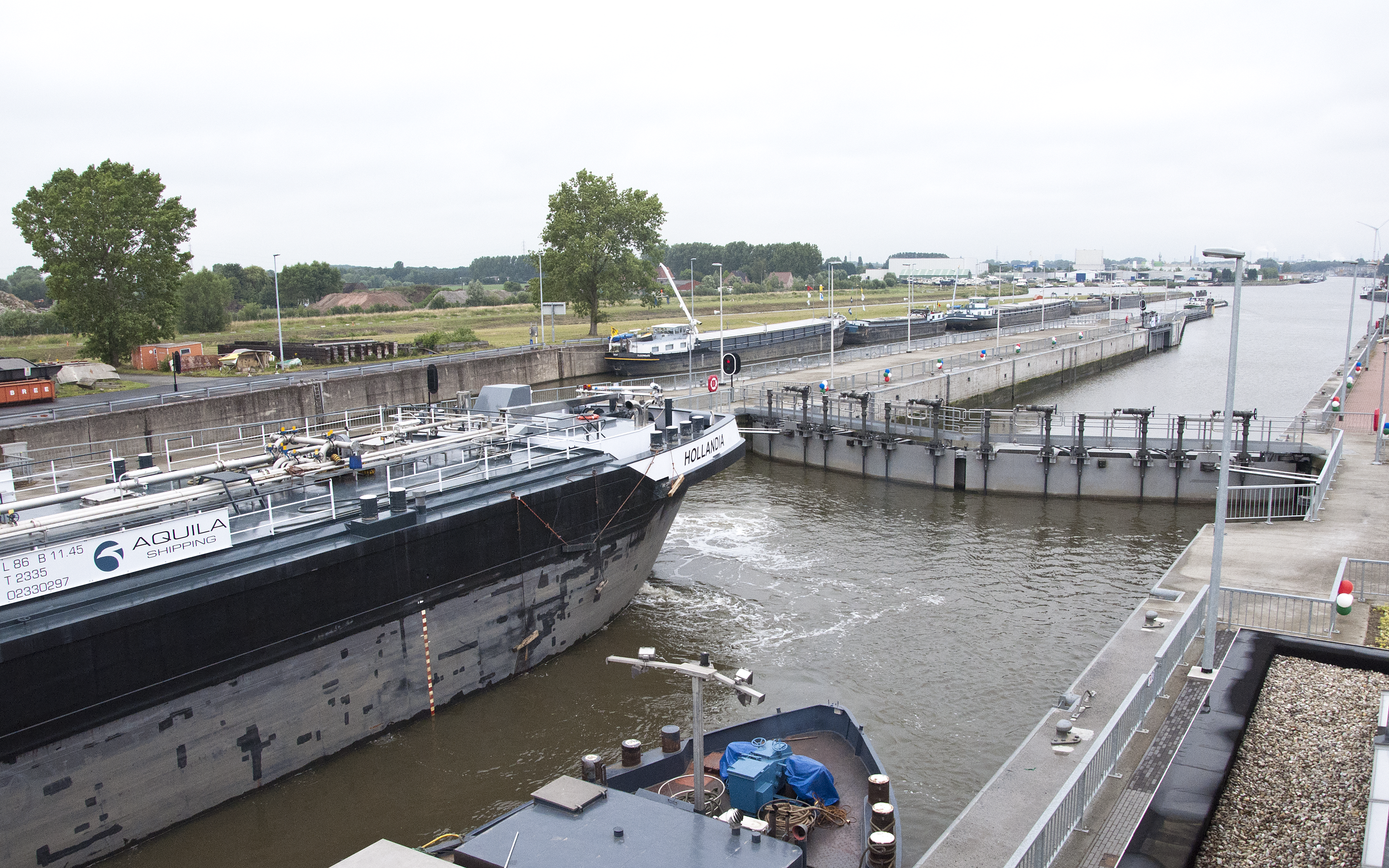
De nieuwe sluis vanaf het zuiden met links kleinere schepen, aan de kade van de oude sluis

Het Sluizencomplex van Evergem bestaat uit twee sluizen in de Belgische gemeente Evergem. De sluizen zorgen voor het versassen van binnenschepen die varen tussen de Haven van Gent, de Westerschelde, het Kanaal Gent-Brugge en de Ringvaart. Het leeuwenaandeel van de binnenscheepvaart verloopt via het Kanaal Gent-Terneuzen die de Gentse haven verbindt met de Westerschelde en de Noordzee.
De werken voor de eerste sluis in Evergem startten al in 1948 bij de aanleg van de Gentse Ringvaart die in 1969 in bedrijf kwam. Vóór die tijd moesten binnenschippers de Gentse binnenstad doorkruisen. Die vaart werd bemoeilijkt door nauwe bochten, vier sluizen met handbediening en bruggen die men moest opendraaien. Schippers hadden drie tot vier dagen nodig om door Gent te varen. De aanleg van de Ringvaart, 21,6 km lang, duurde twintig jaar. De bouw van 19 wegbruggen en 6 spoorbruggen waren nodig om alle verbindingen in stand te houden. Dit kanaal verbeterde tegelijkertijd het verkeer in de Gentse binnenstad nu openstaande bruggen niet langer de verkeersstroom ophielden.
De eerste sluis, de Westbekesluis, kwam in 1965 in dienst, samen met het noordelijk gedeelte van de Ringvaart, het Noordervak. Ze is 16 m breed en 136 m lang. Men hield toen rekening met de bouw van een tweede sluis van dezelfde afmeting. In 2001 telde de Westbekesluis 32.000 scheepsbewegingen, goed voor meer dan 13 miljoen ton vracht. De tweede sluis, opgeleverd in 2009, is berekend op binnenschepen tot 4400 ton, de aangenomen klasse voor de nieuwe Seine-Scheldeverbinding. Ze vormt de toegangspoort tot Frankrijk. De totale lengte van deze sluis bedraagt 293 m en is daarmee de grootste sluis voor binnenscheepvaart in België. De bouw van de nieuwe sluis omvatte ook de afbraak van bestaande kaaimuren en 680 palen en de constructie van 900 m nieuwe, verankerde kaaimuren.
De sluis is voorzien van drie paar sluisdeuren met drie schuiven zodat men ook met een half sas kan werken. De deuren hebben 100 seconden nodig om te sluiten en drie minuten om te openen. De schuiven dienen op de waterstand aan weerszijden van de deur op gelijke hoogte te brengen. De bediening gebeurt vanaf het dienstgebouw waar alle verrichtingen gebeuren via computer en muis met de hulp van kleurcamerabeelden, radarpeilmeters en detectie scheepvaartseinen met ledtechnologie.
De afgegraven grond, 230 000 m³, werd voor een groot deel gebruikt voor de realisering van het natuurproject Leeuwenhof te Drongen.

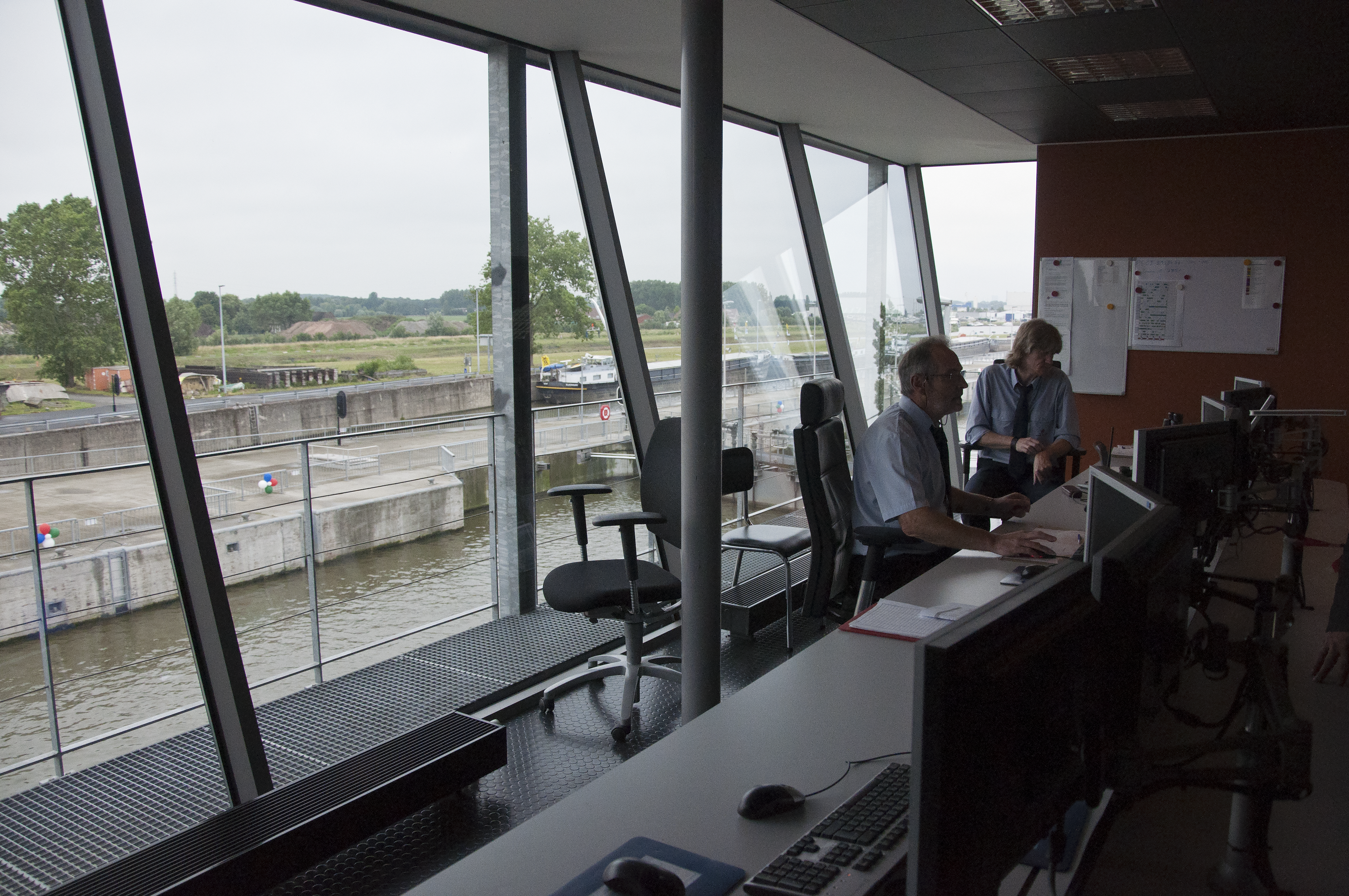
Het dienstgebouw van het sluizencomplex te Evergem
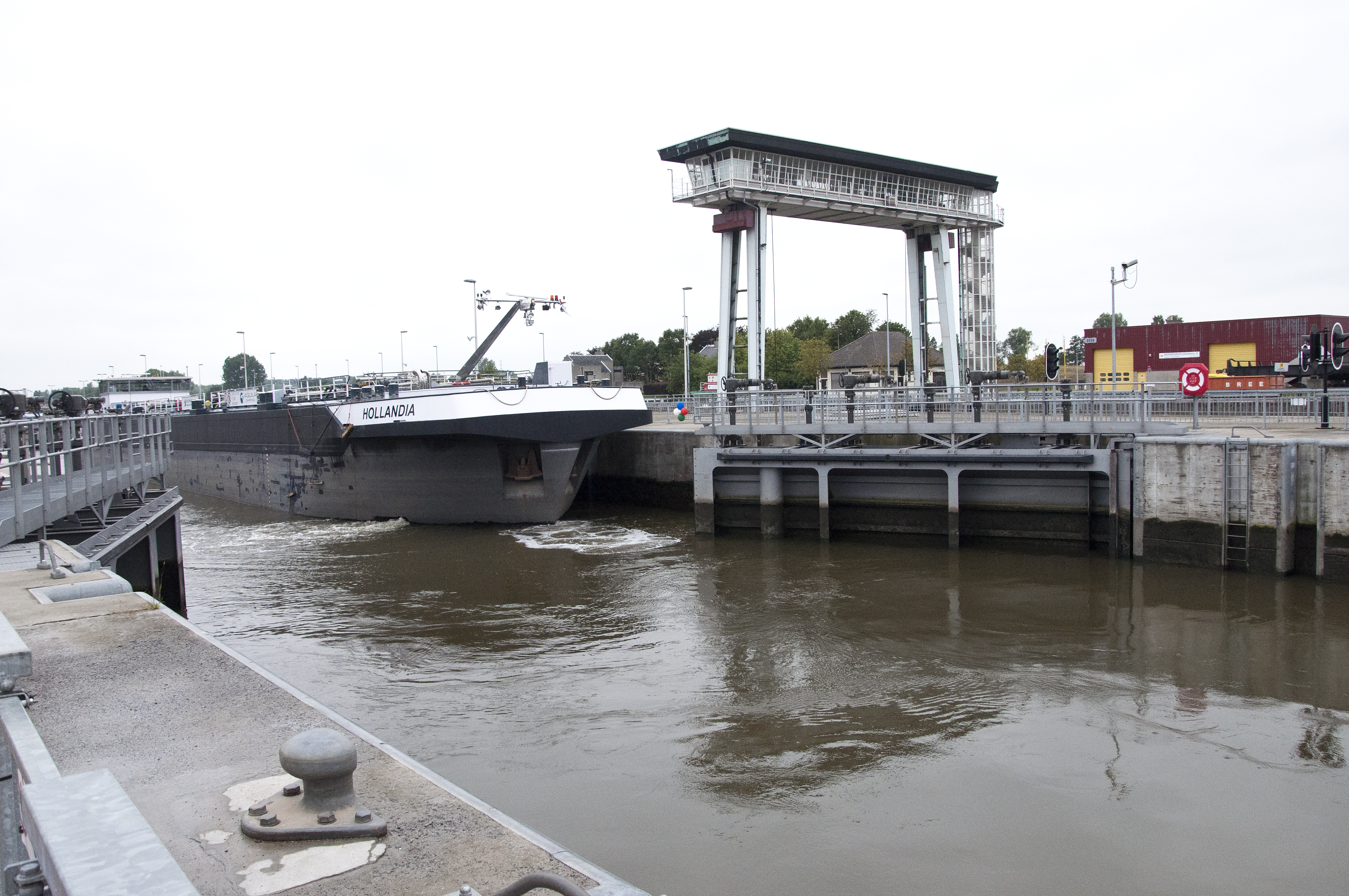
De nieuwe sluis vooraan met achteraan het verlaten dienstgebouw boven de oudere Westbekesluis